# Dirofilaria repens
Dirofilaria repens è una specie di verme cilindrico appartenente alla famiglia Onchocercidae, genere Dirofilaria, sottospecie Nochtiella, parassita del tessuto sottocutaneo soprattutto dei cani, trasmissibile solo accidentalmente all'uomo.

## Morfologia
Dirofilaria repens è un nematode sottile e filiforme. La cuticola è esternamente di colore bianco con evidenti striature longitudinali e tenui striature trasversali. Le femmine adulte sono lunghe da 100 a 170 mm e larghe 4,6-6,5 millimetri; i maschi adulti sono lunghi 50–70 mm e larghi 3,7-0,45 mm. Queste dimensioni sono pertanto inferiori a quelle di Dirofilaria immitis. L'estremità caudale del maschio è leggermente curva verso il lato ventrale. La coda è ottusa, con due ali laterali e papille peduncolate oblunghe. Le spicole sono disuguali nelle dimensioni: la spicola più grande è di 0,43 mm di lunghezza e ha una punta acuta, la spicola più piccola è notevolmente chitinizzata, lunga 0,175 millimetri e ha estremità caudale ottusa. Nelle femmine, la vulva si trova 1,84-1,92 mm dall'estremità cefalica ed è circondata da grandi labbra leggermente sporgenti. La coda ha una estremità ottusa e curva leggermente verso il lato ventrale.
D. repens è ovovivipara e produce microfilarie prive di guaina che vivono nel sangue dell'ospite. Le microfilarie hanno l'estremità anteriore ottusa, l'estremità caudale sottile e con una terminazione ricurva a forma di manico di ombrello. Le microfilarie sono lunghe 300-360 µm e larghe 68 µm; devono essere differenziate da altri microfilarie che si trovano nel sangue, come quelle di D. immitis, Acanthocheilonema (o sinonimo Dipetalonema) reconditum e Dipetalonema dracunculoides.

## Biologia

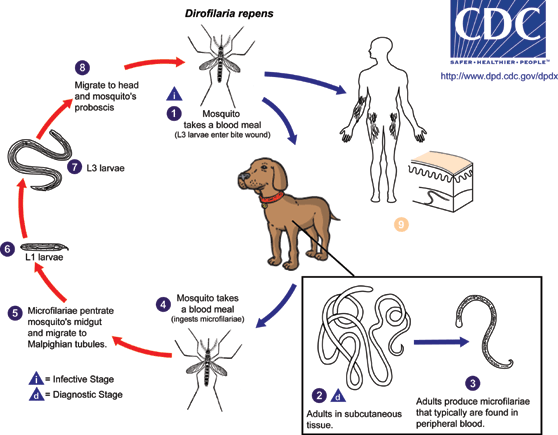
Ciclo vitale di Dirofilaria repens

Il ciclo vitale D. repens richiede come ospite intermedio (una zanzara di genere Aedes, Anopheles, Culex, Armigeres e Mansonoides). La durata dello sviluppo dipende dalla specie di ospite intermedio (minimo 10 giorni, massimo 21 giorni, alla temperatura di 24-27 °C). In condizioni sperimentali le larve si sviluppano anche in tafani e pappataci. L'ospite definitivo di D. repens è soprattutto il cane, dove parassita il tessuto sottocutaneo. Sono stati osservati infestazioni in gatti domestici, genette, leoni e volpi. L'uomo è un ospite accidentale; sono stati segnalati tuttavia numerosi casi anche in Italia.
Le femmine di D. repens sono ovovivipare: i loro embrioni (detti microfilarie) si sviluppano, circondati dalle membrana dell'uovo, nell'utero del verme femmina e sono poi rilasciati nel sangue dell'ospite definitivo dove diventano disponibili per i vettori ematofagi. Ingerite dalla zanzara, con un pasto sanguigno, le microfilarie raggiungono lo stomaco delle zanzare, migrano poi verso le cavità del corpo e si stabiliscono infine nei tubi malpighiani dove hanno due mute. Dopo aver raggiunto lo stadio infettivo L3 le larve migrano verso le ghiandole salivari della zanzara. L'infezione è trasmessa a un nuovo ospite definitivo dopo la puntura di una zanzara infetta. Le larve L3, entrate col morso, sono state trovate in sezioni di tessuto connettivo sottocutaneo già 48 ore dopo l'inoculazione e qui raggiungono qui la maturità. Dopo l'accoppiamento, le femmine producono microfilarie le quali si rinvengono nel connettivo in gran parte del corpo. Di solito le microfilarie non mostrano periodicità nel sangue periferico, ma la microfilaremia mostra una tendenza all'aumento stagionale (in Italia da agosto a settembre). Il periodo di prepatenza è 27-34 settimane. Gli adulti possono vivere diversi anni.